# Північне залізничне напівкільце Києва
Північне залізничне напівкільце Києва — дільниця Київського залізничного вузла.

## Історія та опис

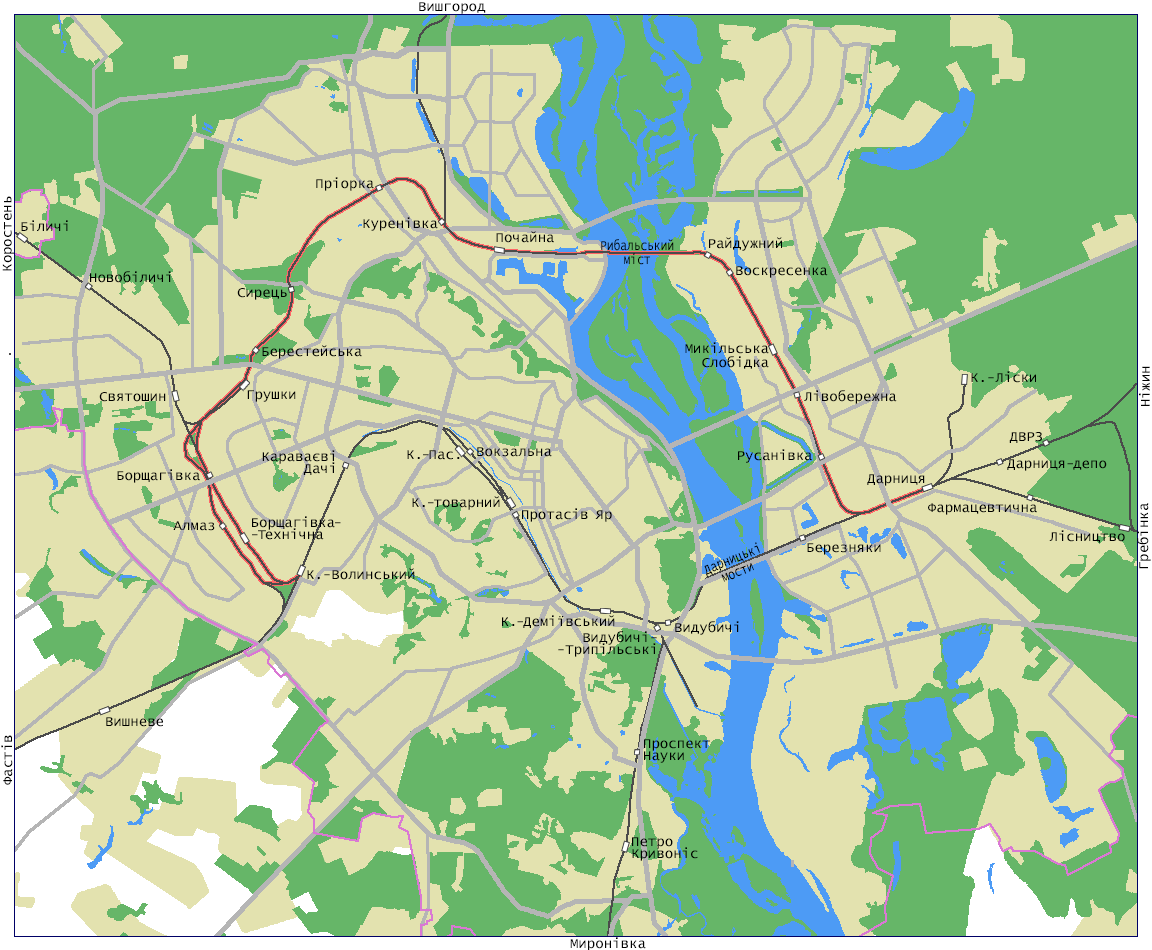

Довжина 31 км. Першу чергу Північного залізничного напівкільця споруджено на початку XX століття від станції Пост-Волинський, що знаходиться на початку  Коростенського напрямку, до Київського річкового порту і промислового району на півночі Подолу (нині — Подільсько-Куренівський промрайон). Примітно те, що, як і Південне залізничне напівкільце Києва, прокладене в долині річки Либідь, Північне пройшло долиною річки Сирець, що лежить далеко від житлової забудови, серед лісопарків і ярів; в районі Куренівки лінія виходить в міську забудову, по Куренівському (через Вишгородську вулицю) і Старозабарському (через Автозаводську вулицю) шляхопроводам і насипу перетинає Куренівку, далі йде через Подільсько-Куренівський промрайон до станції Почайна і відгалуженням у напрямку річкового порту і промислових підприємств на півночі Подолу.
Другу чергу Північного залізничного напівкільця споруджено вже за радянської влади до 1929 року, у єдиному комплексі з Петрівським залізничним мостом. Лінію побудовано спочатку одноколійною, а у 1931—1932 роках було прокладено другу колію практично на всій дільниці, за винятком мосту через Дніпро. Від залізничної станції Почайна гілка проходить через південь Оболоні, перетинає Дніпро і Десенку по Петрівському залізничному мосту, прямує через Русанівські сади (в яких з 1930- х по 1960-х планувалося спорудження роз'їзду і будівництво гілки на північний схід, сліди будівництва залишилися в плануванні вулиць дачного селища), далі прямує на південь, де змикається з Південним напівкільцем і завершується пасажирською та сортувальною вузловою станцією Дарниця.
Усі перегони на півкільці двоколійні, за винятком Рибальского залізничного мосту, електрифіковані в 1969 році. Діють дев'ять станцій та зупинних платформ. Станом на кінець 2012 року трафік складається з вантажних перевезень і поїздів міської електрички в години пік. Північне напівкільце використовується для вантажного транзиту через київський залізничний вузол — вантажні поїзди, що прямують з Фастівського і Коростенського напрямків по Північному напівкільцю обходять центр Києва і перевантажену дільницю Київ-Волинський — Дарниця, потрапляючи відразу на станцію Дарниця. Рух поїздів далекого сполучення відсутній.

## Список зупинних пунктів
- Русанівка (зупинний пункт)
- Лівобережна (зупинний пункт)
- Микільська Слобідка (станція)
- Восересенка (зупинний пункт)
- Райдужний (зупинний пункт)
- Оболонь (зупинний пункт, розібраний)
- Почайна (станція)
- Куренівка (зупинний пункт)
- Пріорка (зупинний пункт)
- Сирець (зупинний пункт)
- Берестейська (зупинний пункт)
- Грушки (товарна станція)
- Святошин (станція)
- Борщагівка (станція)
- Алмаз (зупинний пункт)
- Борщагівка-Технічна (товарна станція)

## Пересадні вузли
- Сирець — пересадка між автобусними і тролейбусними маршрутами, міською електричкою і метрополітеном;
- Почайна — пересадка між автобусними і тролейбусними маршрутами, міською електричкою і метрополітеном.
- Берестейська — пересадка між автобусними і тролейбусними маршрутами, міською електричкою і метрополітеном.

## Додаткові факти
- До 1932 року напівкільце було одноколійним;
- Платформа Сирець до 1972 розташовувалася північніше нинішньої, біля перетину залізниці та Сирецької вулиці. Була перенесена до сучасного місця після прокладки другої колії, роз'їзд було демонтовано. На старому місці залишилися технічні будівлі платформи;
- До 1960-х років в місці перетину залізниці та Тираспольського шосе (нині — вулиця Володимира Сальського) існував залізничний переїзд. Після прокладки у 1950-х вулиць Щусєва і Стеценка переїзд було закрито.
- До 1994-го року між зупинним пунктом Київська Русанівка і станцією Київ-Дніпровський існував залізничний переїзд що з'єднував проспект Миру і вулицю Марини Раскової (нині — вулиця Євгена Сверстюка).

## Ресурси Інтернету
- Офіційний сайт Південно-Західної залізниці